# 普里萨克
普里萨克（法語：Prissac，法語發音：[pʁisak]）是法国安德尔省的一个市镇，属于勒布朗区。

## 地理
普里萨克（46°30'37"N, 1°18'28"E）面积62.83 平方千米，位于法国中央-卢瓦尔河谷大区安德尔省，该省份为法国中部省份，北起卢瓦-谢尔省，西北接安德尔-卢瓦尔省，西南接维埃纳省，南至克勒兹省和上维埃纳省，东临谢尔省。
与普里萨克接壤的市镇（或旧市镇、城区）包括：沙莱、迪内、利尼亚克、吕兹雷、乌尔什、萨谢尔热圣马尔坦。

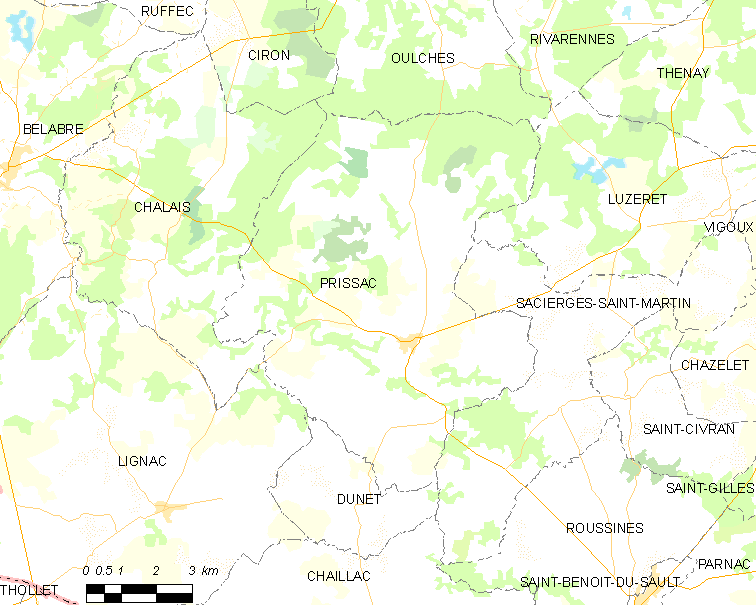
普里萨克的OSM定位图

普里萨克的时区为UTC+01:00、UTC+02:00（夏令时）。

## 行政
普里萨克的邮政编码为36370，INSEE市镇编码为36168。

## 政治
普里萨克所属的省级选区为圣戈捷县。

## 人口

1962-2008年间普里萨克人口变化图示

普里萨克于2022年1月1日时的人口数量为577人。